# Gerardus Wittems Kloosterbier Blond
Gerardus Wittems Kloosterbier Blond is een Nederlands blond bier. Het bier wordt gebrouwen in Gulpen door de Gulpener Bierbrouwerij. Het is een koperkleurig helder bier met een alcoholpercentage van 6,5%.

## Oorsprong
Gerardus Wittems Kloosterbier wordt gebrouwen voor het redemptoristenklooster te Wittem, dat overigens tot 1952 zelf een brouwerij had. Het klooster is een bedevaartsoord voor St. Gerardus Majella. De baten van dit speciaalbier komen deels ten goede aan de instandhouding van de historische bedevaartskerk.
Gerardus Wittems Kloosterbier Blond wordt door de Gulpener Bierbrouwerij sinds het jaar 2003 gebrouwen, in navolging van Gerardus Wittems Kloosterbier Dubbel dat sinds 2000 gebrouwen wordt.